# Mundu
 (décembre 2023).
Si vous disposez d'ouvrages ou d'articles de référence ou si vous connaissez des sites web de qualité traitant du thème abordé ici, merci de compléter l'article en donnant les références utiles à sa vérifiabilité et en les liant à la section « Notes et références ».

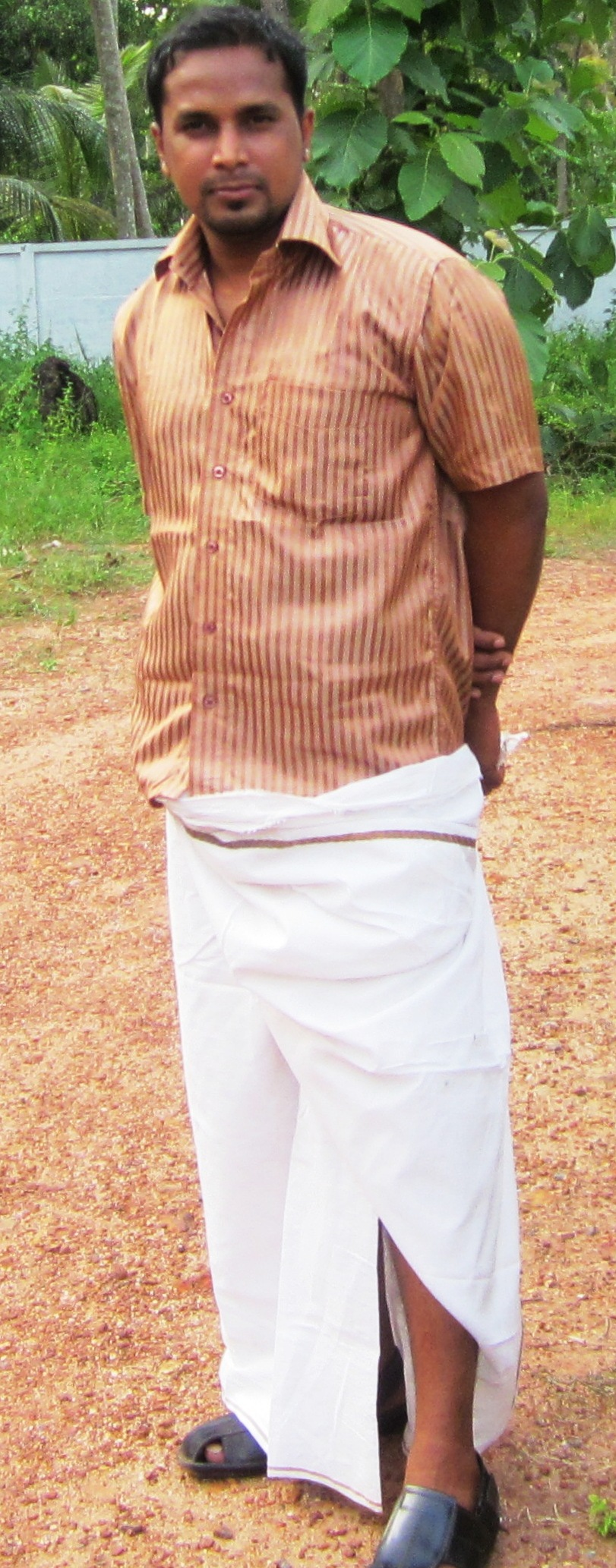
Un Malayali portant un mundu avec une chemise à manches courtes.

Le mundu (en malayalam : മുണ്ട്) est un bas de vêtement ornemental porté autour des hanches au Kerala, au Canara méridional (le district de Dakshina Kannada, par les habitants toulou et beary (en)) et aux Maldives. Ce vêtement s'apparente à la dhoti, au sarong et au longhi. 
Un mundu est généralement tissé de coton et est de couleur blanc ou crème, selon que le coton a été blanchi ou non. Lorsqu'il n'est pas blanchi, un mundu est appelé neriyathu. Un mundu de type kaddar est fait à la main. 
De nos jours, deux types de mundu sont répandus : le simple et le double. Le simple est entouré autour des hanches, alors que le double est plié en deux avant d'être entouré. En général, un mundu est amidonné avant d'être utilisé.

## Galerie

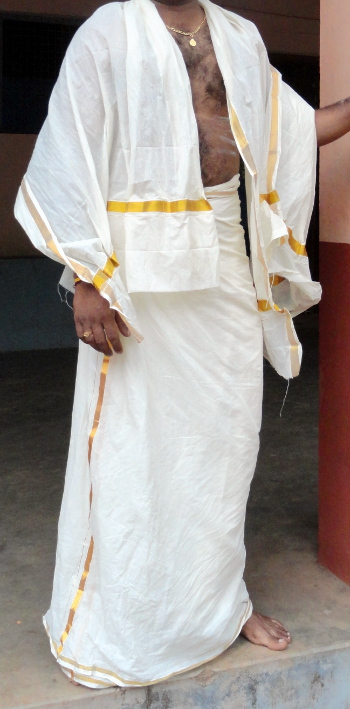
Homme portant un mundu et mel mundu traditionnels
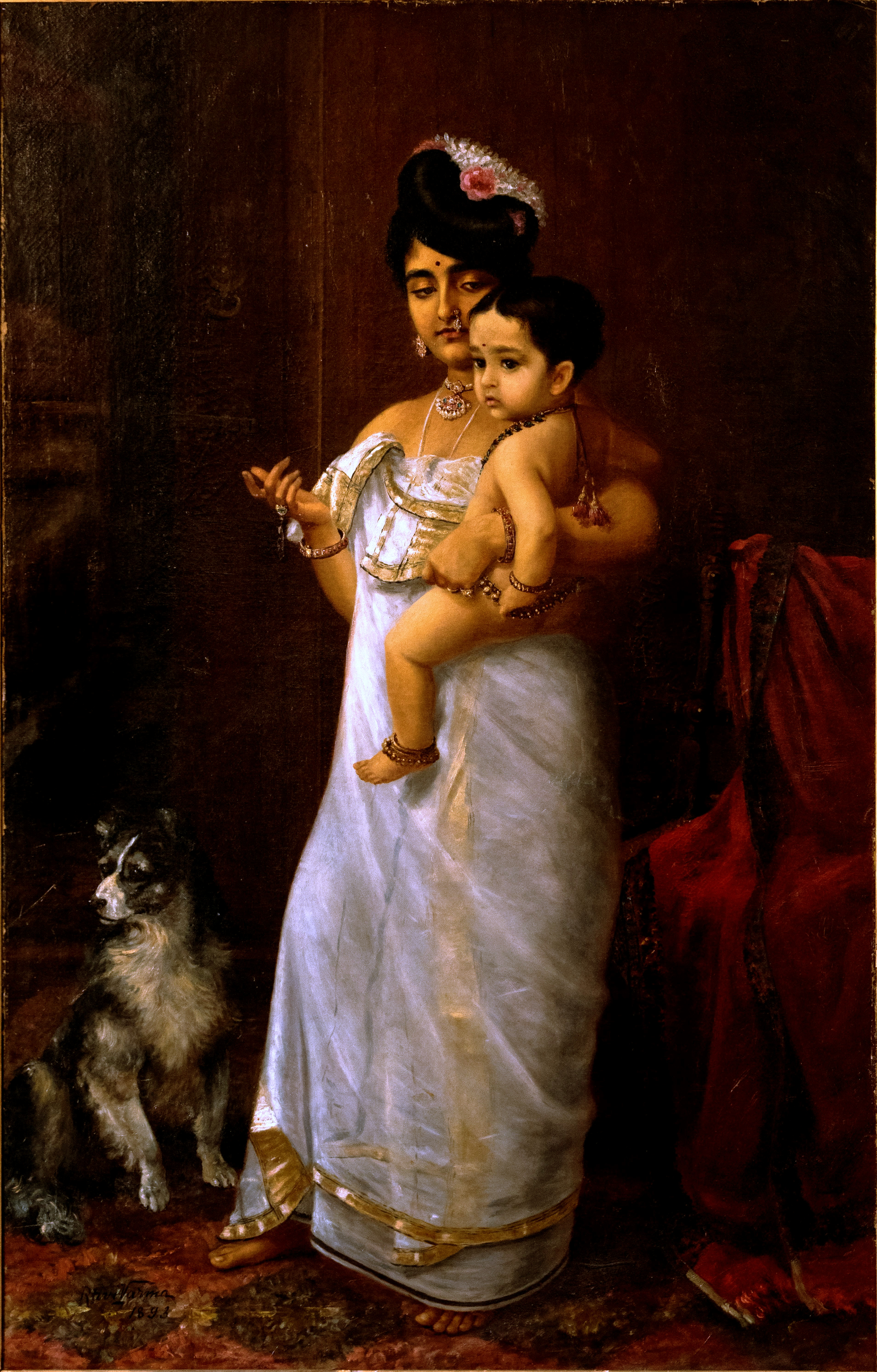
Mundu et neryathu, vêtements féminins.
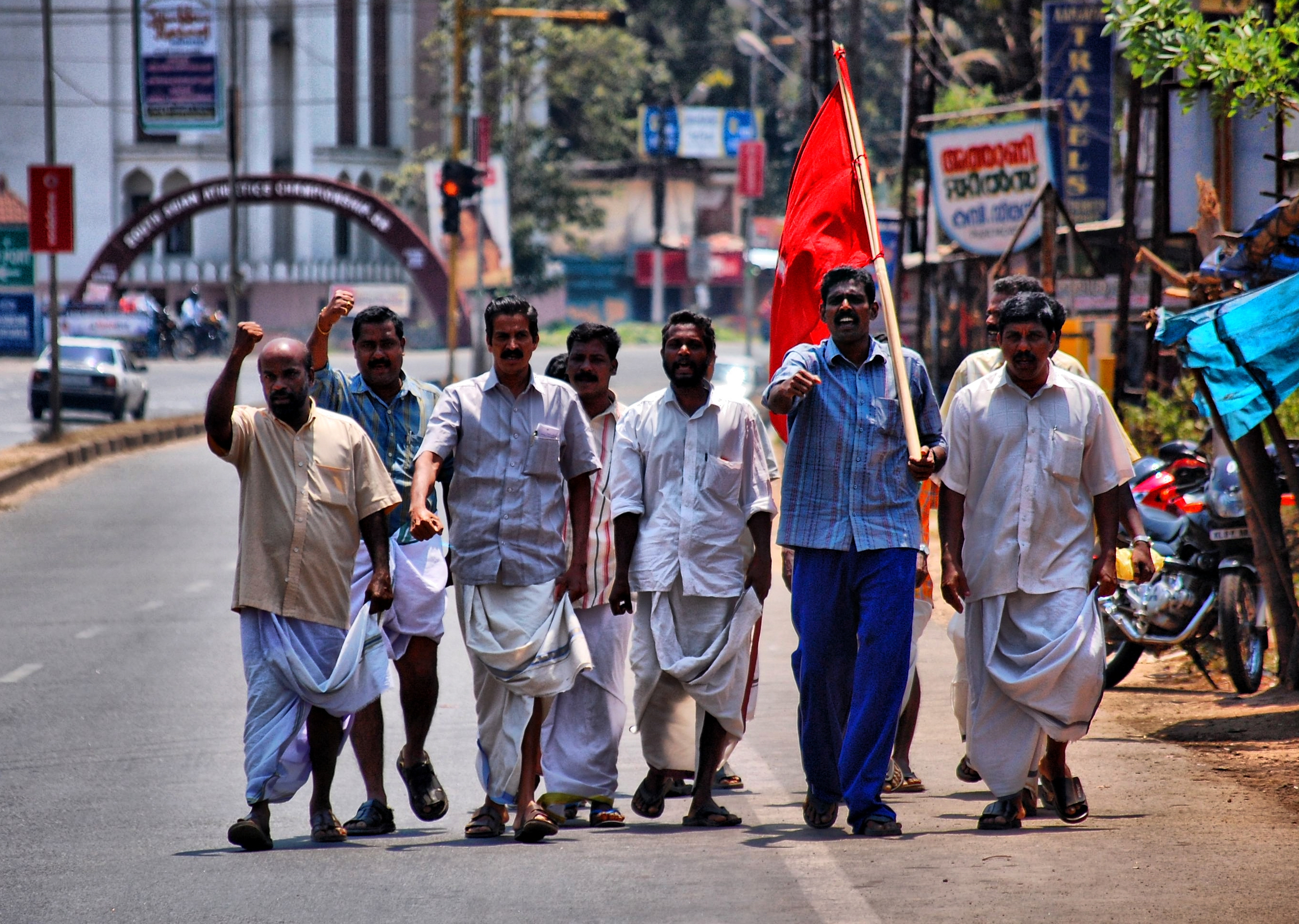
Le mundu, un vêtement populaire au Kerala.